# روکالبنیا
روکالبنیا (به ایتالیایی: Roccalbegna) یک کومونه در ایتالیا است که در استان گروستو واقع شده‌است. روکالبنیا ۱۲۵٫۴ کیلومتر مربع مساحت و ۱٬۱۵۲ نفر جمعیت دارد و ۵۲۲ متر بالاتر از سطح دریا واقع شده‌است.